# اسماکر
اسماکر (به انگلیسی: The J. M. Smucker) شرکت صنایع غذایی آمریکایی است که در زمینه تولید انواع لبنیات، مربا، کره بادام زمینی، روغن‌های گیاهی، بستنی و سایر فراورده‌های غذایی فعالیت می‌کند.
این شرکت در سال ۱۸۹۷ توسط جرمی مونرو اسماکر، به عنوان تولیدکننده کره سیب، تأسیس شد. دفتر مرکزی و کارخانجات تولیدی شرکت اسماکر در شهر اورویل، ایالت اوهایو قرار دارد و بخشی از سهام آن در بازار بورس نیویورک معامله می‌شود. اکثریت سهام این شرکت در اختیار خانواده اسماکر می‌باشد. اسماکر هم‌اکنون صاحب سه واحد اصلی تولیدکننده شامل؛ غذای مصرف‌کننده، غذای حیوانات خانگی، و نوشیدنی است. Jif یکی از برندهای محبوب تولید کره بادام زمینی، از محصولات این شرکت است.